# Stadion Za Lužánkami
Das Stadion Za Lužánkami (deutsch Stadion hinter Lužánky) ist ein Fußballstadion im Bezirk Královo Pole der zweitgrößten tschechischen Stadt Brünn (tschechisch Brno), Mähren. Seinen Namen hat es vom nahegelegenen, größten (20 ha) und ältesten (1786), Landschaftspark der Stadt namens Lužánky. Bis 2001 trug der Fußballverein FC Zbrojovka Brünn hier seine Heimspiele aus. Früher besaß es eine Leichtathletikanlage. Direkt neben dem Stadion liegt im Osten der Botanische Garten und Arboretum der Mendel-Universität.

## Geschichte
Das Stadion Za Lužánkami wurde zwischen 1949 und 1953 gebaut und bot bis zu 50.000 Zuschauern Platz. Es war das größte tschechische Stadion im regelmäßigen Ligaspielbetrieb. 2001 wechselte Zbrojovka Brünn in das rund vier Kilometer entfernte und renovierte Městský fotbalový stadion Srbská. Danach wurde die Sportstätte geschlossen. Es folgten mehrmals Pläne zur Renovierung, die aber alle aus politischen oder finanziellen Gründen im Sand verliefen. So war eine Bewerbung für die Fußball-Europameisterschaft 2020 geplant. Der Entwurf lag bereits seit 2008 vor, doch die Stadt konnte das Projekt nicht finanzieren. Nach der Renovierung hätte es Platz für 30.000 Besucher geboten, was für die Ausrichtung der EM-Spiele ausgereicht hätte. Die Kosten lagen zwischen 1,6 bis 2,2 Mrd. CZK (63 bis 87 Mio. Euro). Der tschechische Fußballverband Fotbalová asociace České republiky (FAČR) hätte das Projekt finanziell unterstützt, aber die Stadt führte keine Gespräche mit dem FAČR. Zwei Jahre später lag eine reduzierte Version des ursprünglichen Entwurfs vor. Die Zahl der Plätze wurde von 30.000 auf etwa 22.000 gesenkt. Die Kosten wurden auf 500 Mio. CZK (18,5 Mio. Euro) geschätzt. Im September 2015 sollten Details zum Stadion und die Umsetzung des Projektes veröffentlicht werden. Ein Baubeginn Anfang 2016 wäre möglich gewesen.
2015 schlossen sich der Spieler Petr Švancara und Fans von Zbrojovka Brünn mit Sponsoren zusammen, um das völlig überwucherte Stadion wieder bespielbar zu machen. Der damals 37-jährige Švancara plante sein Abschiedsspiel im Stadion Za Lužánkami. Der frühere Kapitän des FC Zbrojovka Brünn war schon in Kindertagen als Balljunge im Stadion aktiv. Die Ränge mussten von Büschen, Sträuchern und sogar jungen Bäumen befreit werden. Ähnlich sah es auf dem Spielfeld aus. Viele Freiwillige beteiligten sich an den Räumungsarbeiten. Am 27. Juni des Jahres fand das Abschiedsspiel statt. Es versammelten sich 35.000 Besucher, um Švancara zu verabschieden. Neben Fußballspielern (Milan Pacanda, Luděk Zelenka, Pavel Horváth, Jiří Štajner, Ladislav Volešák, Jan Trousil, Patrik Siegl, Karel Kroupa, Josef Hron, Karel Jarůšek und Josef Mazura) waren u. a. auch Eishockeyspieler (Jakub Voráček, Ondřej Pavelec, Jiří Tlustý, Radek Smoleňák, Martin Havlát und Petr Hubáček) zu der Partie gekommen. Es waren zum Spiel 35.000 Zuschauer im Stadion. Dies waren 10.000 mehr als die zugelassene Zahl von 25.000. Im März 2016 kündigte die Stadt auf ihrer Website die Weiterverfolgung des Stadionumbaus an. Die Infrastruktur im Bezirk müsse verbessert werden. Man wolle das Urheberrecht für den Entwurf des Stadions erwerben und ihn aktualisieren und anpassen, bevor der Bau begonnen werden kann. Die Ratsmitglieder stimmten dem zu und das kommunale Unternehmen Brněnské komunikace wurde mit den Aufgaben betraut. Der Auslöser des erneuten Anschubs des Projektes war das Abschiedsspiel von Petr Švancara.
Von Zeit zu Zeit wird die Anlage für Konzerte genutzt. Im Juni 2020 fand im Stadion ein Autokonzert statt.

## Länderspiele
Am 8. März 1995 fand das erste und einzige Länderspiel der tschechischen Fußballnationalmannschaft im Stadion Za Lužánkami statt. Die Tschechen gewannen das Freundschaftsspiel gegen Finnland mit 4:1. Von 1955 bis 1990 trug die tschechoslowakische Fußballnationalmannschaft elf Partien im Stadion von Brünn aus.
- 27. Mär. 1955:  Tschechoslowakei –  Österreich 3:2 (2:2) – Europapokal der Fußball-Nationalmannschaften
- 16. Juni 1957:  Tschechoslowakei –  DDR 3:1 (0:1) – Qualifikation zur WM 1958
- 19. Juni 1961:  Tschechoslowakei –  Argentinien 3:3 (2:2) – Freundschaftsspiel
- 21. Nov. 1965:  Tschechoslowakei –  Türkei 3:1 (0:1) – Qualifikation zur WM 1966
- 08. Apr. 1972:  Tschechoslowakei –  Österreich 2:0 (2:0) – Freundschaftsspiel
- 24. Sep. 1975:  Tschechoslowakei –  Schweiz 1:1 (0:0) – Freundschaftsspiel
- 23. Apr. 1978:  Tschechoslowakei –  Bulgarien 0:0 – Freundschaftsspiel
- 18. Mai 1980:  Tschechoslowakei –  Rumänien 2:1 (1:0) – Freundschaftsspiel
- 04. Sep. 1985:  Tschechoslowakei –  Polen 3:1 (1:0) – Freundschaftsspiel
- 15. Okt. 1986:  Tschechoslowakei –  Finnland 3:0 (2:0) – Qualifikation zur EM 1988
- 04. Apr. 1990:  Tschechoslowakei –  Ägypten 0:1 (0:0) – Freundschaftsspiel vor der WM 1990
- 08. Mär. 1995:  Tschechien –  Finnland 4:1 (2:0) – Freundschaftsspiel

## Galerie

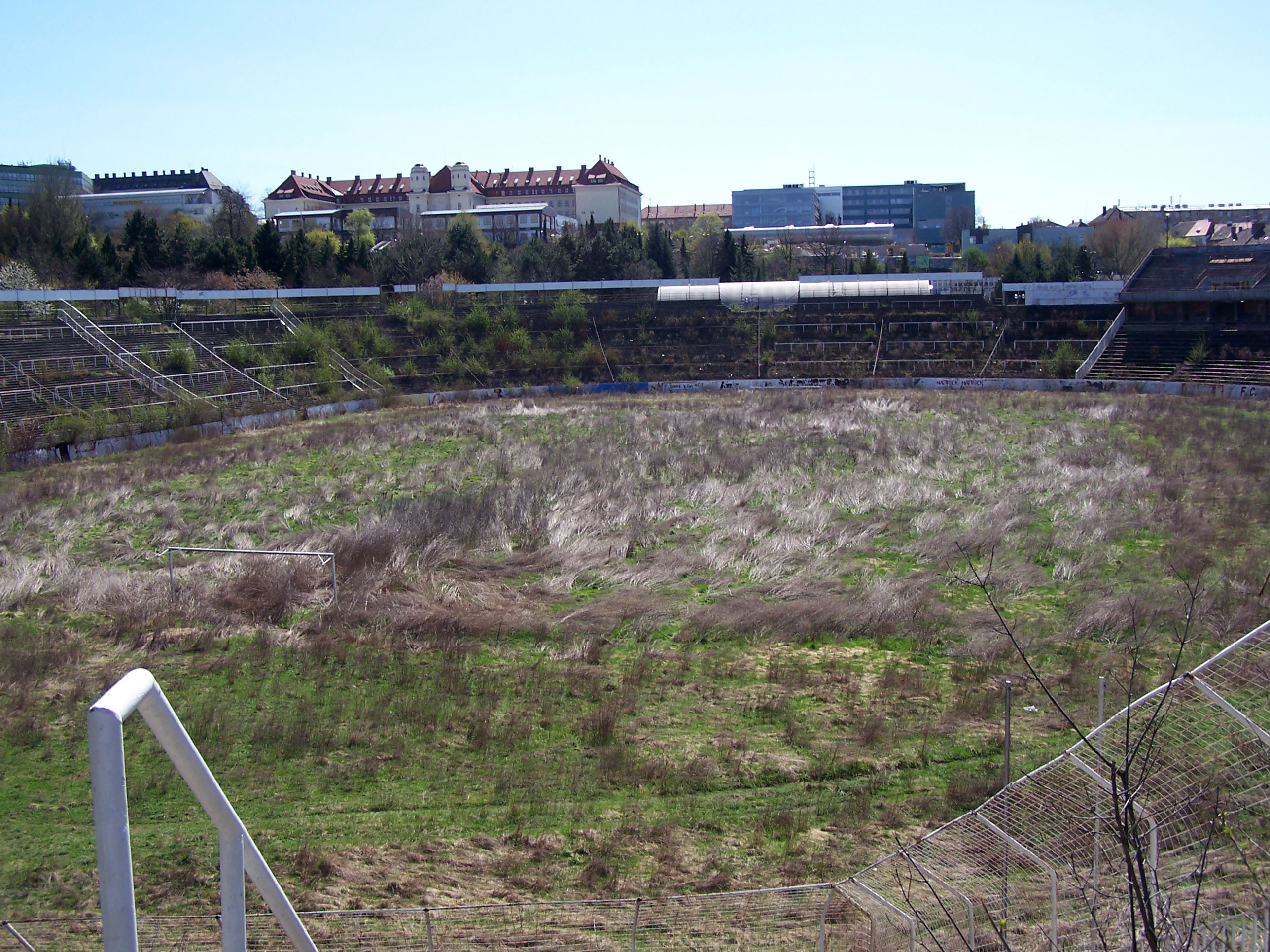
Das Stadion im April 2011
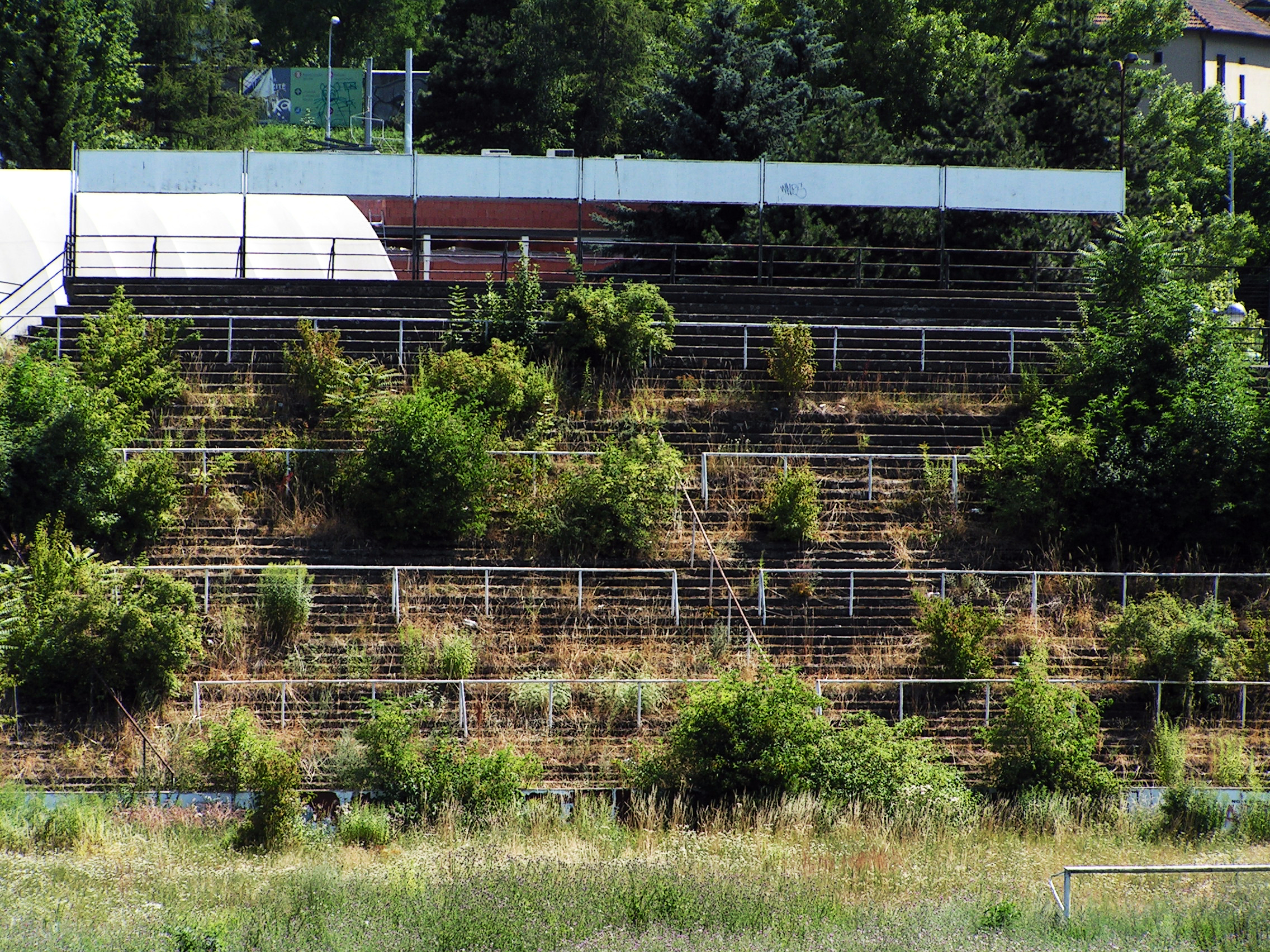
Das Stadion im Juli 2013
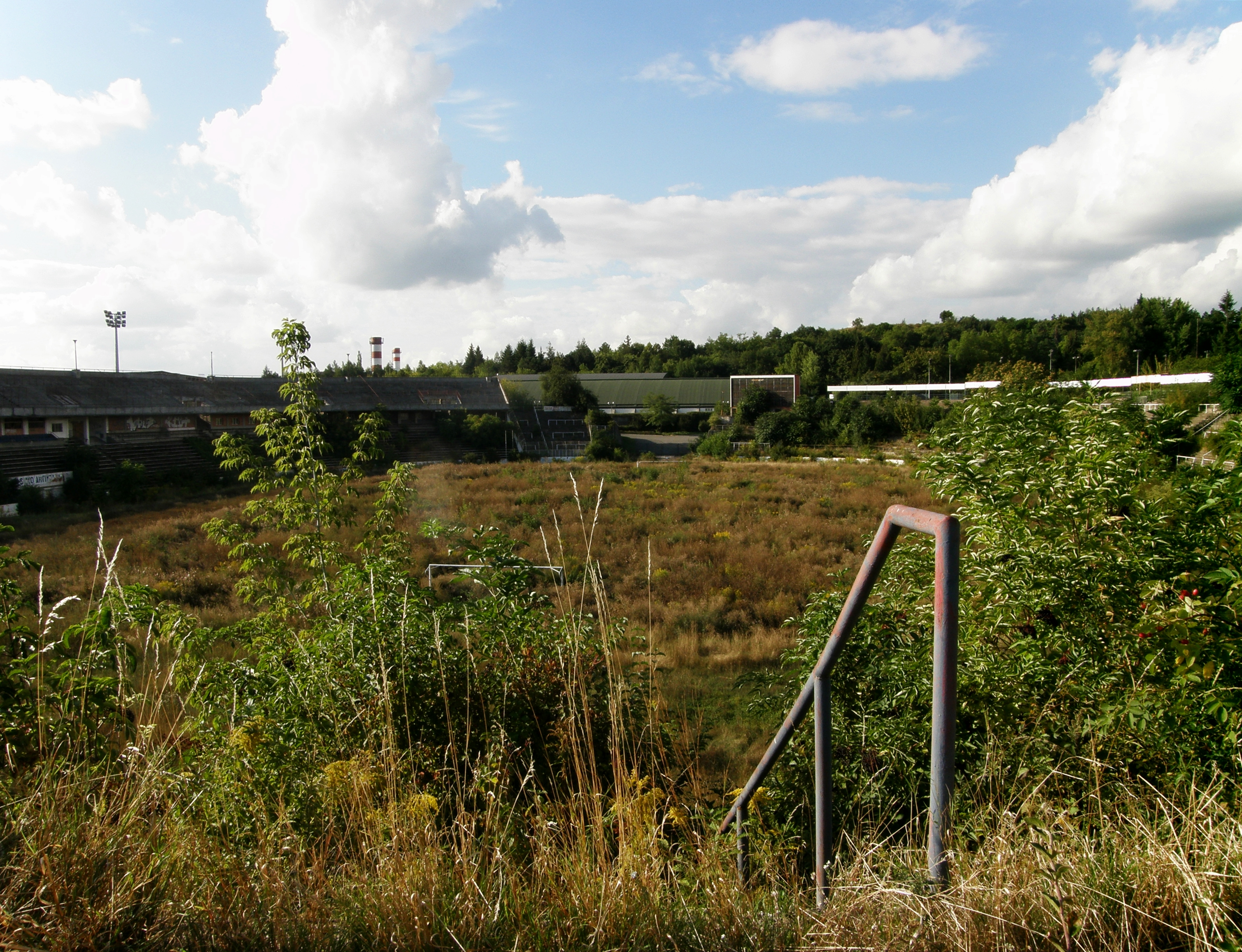
Blick auf das Spielfeld im September 2013
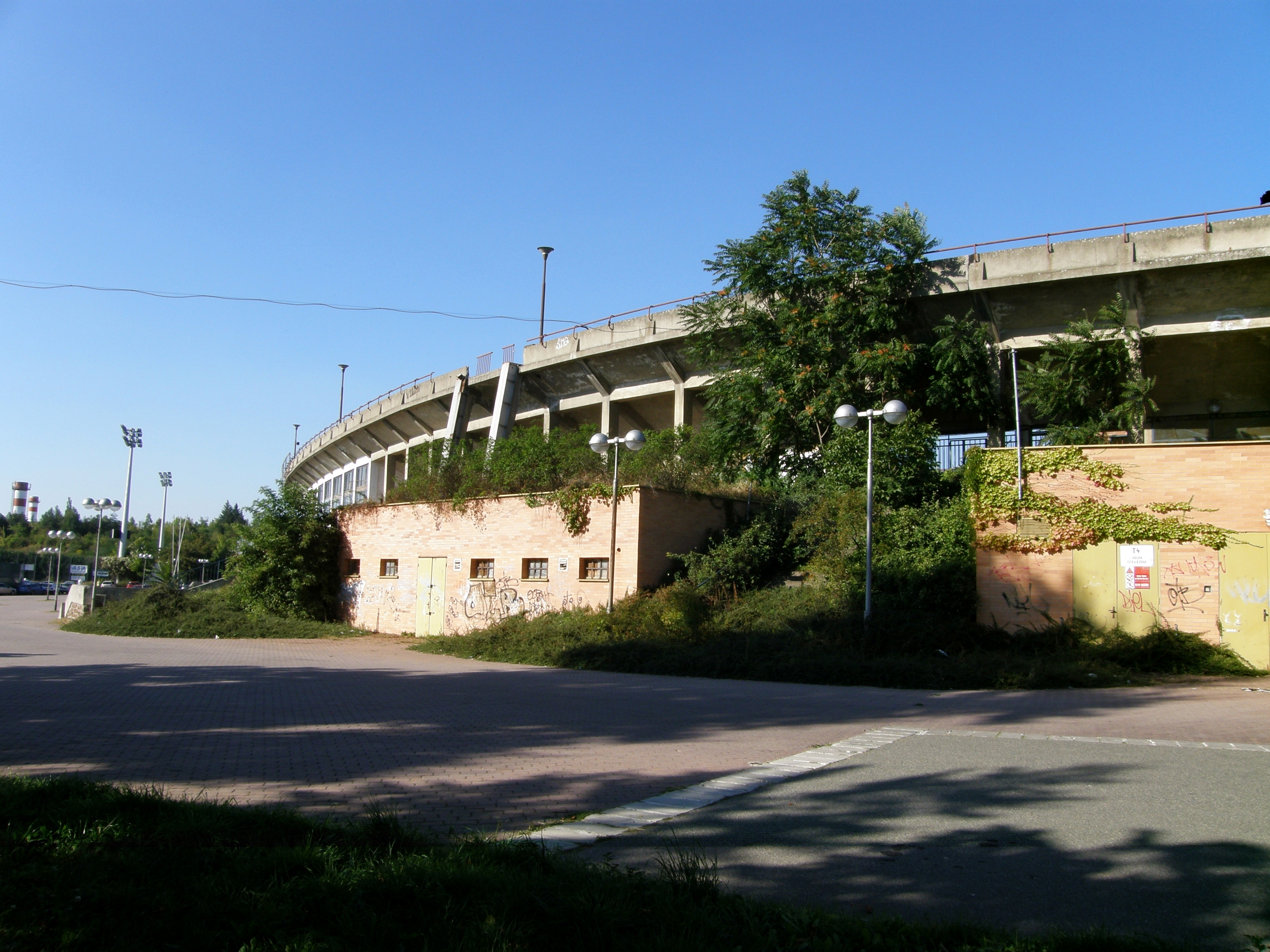
Das Stadion im Außenbereich im September 2013
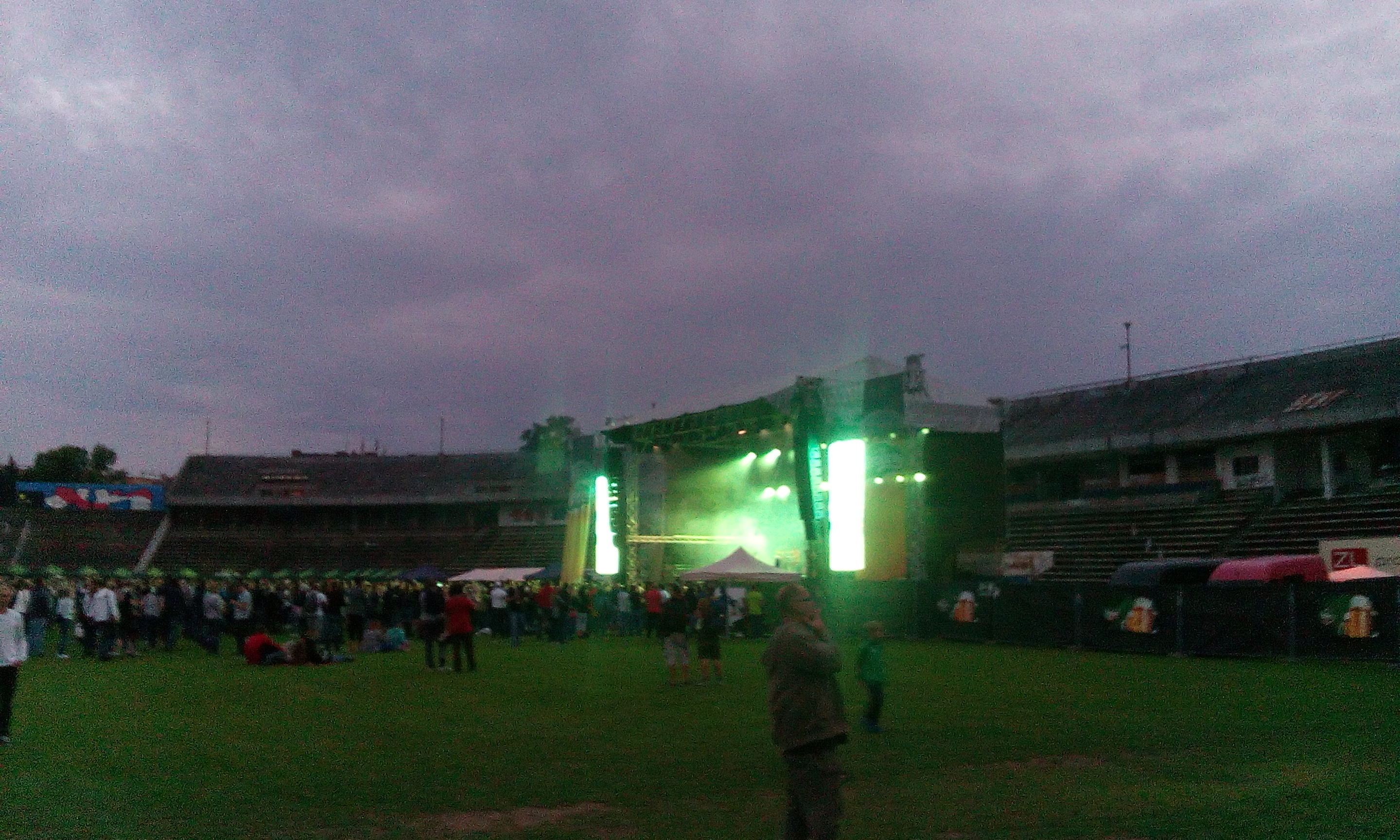
Konzert im Stadion